# Adèle Foucher
Pour les articles homonymes, voir Famille Hugo et Foucher.
Adèle Foucher, née le 27 septembre 1803 à Paris, et morte le 27 août 1868 à Bruxelles, est l'épouse de l'écrivain français Victor Hugo et la sœur de Paul Foucher.

## Biographie
Amie d'enfance de Victor Hugo dès 1809 (son père Pierre Foucher, greffier au tribunal à Paris, est un ami des parents de Victor Hugo), elle l'épouse le 12 octobre 1822, en l'église Saint-Sulpice, trois ans et demi après leurs fiançailles, malgré la réticence des parents respectifs et au grand dam du frère aîné de Victor, Eugène Hugo, qui en perd la raison.
Ils ont eu cinq enfants :
- Léopold Victor Hugo (16 juillet 1823 - 10 octobre 1823) ;
- Léopoldine Cécile Marie Pierre Catherine Hugo (28 août 1824 - 4 septembre 1843) ;
- Charles Hugo (4 novembre 1826 - 13 mars 1871) ;
- François-Victor Hugo (28 octobre 1828 - 26 décembre 1873) ;
- Adèle Hugo (24 août 1830 - 21 avril 1915).

Délaissée par son mari bourreau de travail, elle entame en 1830 une relation amoureuse avec Sainte-Beuve, ami de Victor, tandis que ce dernier devient l'amant de Juliette Drouet en 1833, vivant une relation de 50 ans avec sa maîtresse officielle. Jalouse, Adèle Foucher s'éloigne de Sainte-Beuve pour se consacrer à ses enfants et aux intérêts financiers et littéraires de son mari. Elle rompt définitivement avec Sainte-Beuve en 1837. Mais ce double adultère engendre une haine tenace entre les deux anciens amis. Sainte-Beuve dans ses articles traite Hugo de « Polyphème » et de « Cyclope » ; ce dernier réplique en traitant celui-là de « Sainte-Bave ».
Elle accorde son amitié à Léonie d'Aunet, concurrente de Juliette Drouet dans les bras de son mari, et écrit Victor Hugo raconté par un témoin de sa vie publié en 1863, grâce aux matériaux fournis par Victor Hugo.
Elle meurt d'une congestion cérébrale le 27 août 1868, à 64 ans, lors d'un séjour à Bruxelles.
Elle est enterrée à Villequier, auprès de sa fille aînée Léopoldine (sa fille cadette Adèle reposera également à leurs côtés une quarantaine d'années plus tard). Victor Hugo alors exilé ne pourra suivre le cercueil de son épouse que jusqu'à la frontière franco-belge.

## Galerie

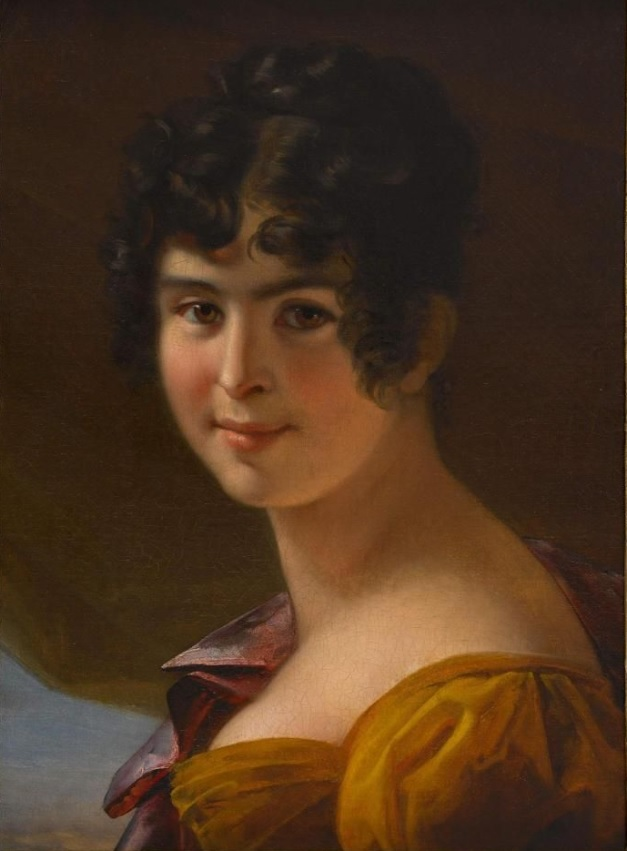
Adèle Foucher, huile sur toile de Julie Hugo, 1822, maison de Victor Hugo.
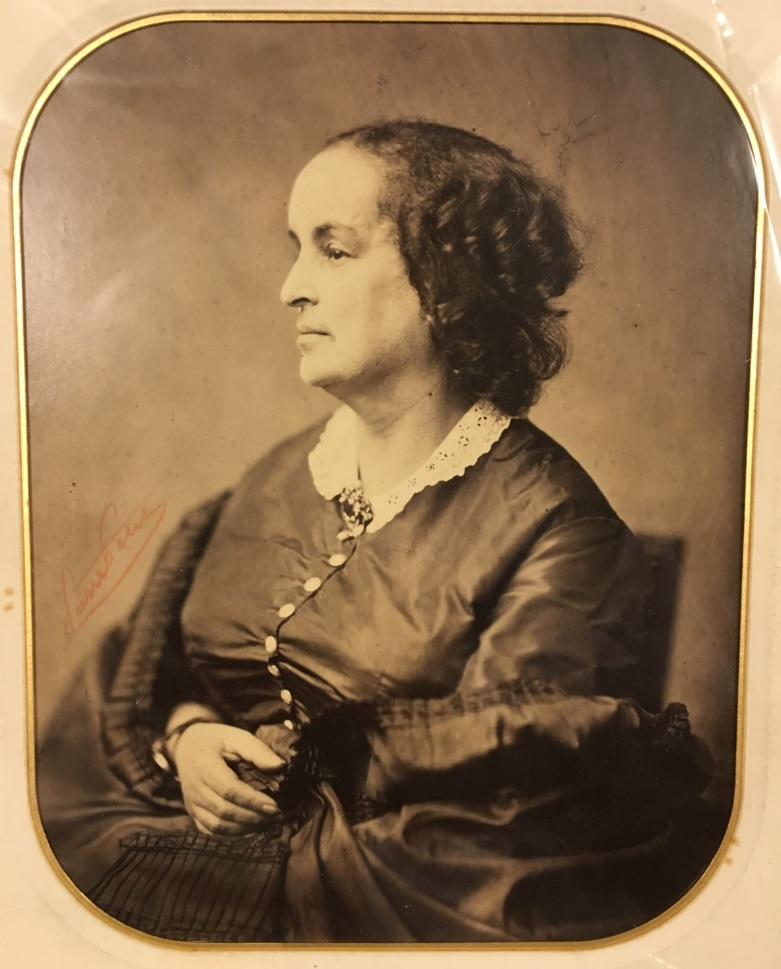
Portrait photographique d'Adèle Hugo, née Foucher, épouse de Victor Hugo (1803-1868), Pierre Petit.